# Lützelau
La Isla Lützelau (del antiguo alto alemán: pequeña isla) es una isla situada, justo al lado de la también isla de Ufenau, en el lago de Zúrich en Suiza, entre Rapperswil (a 1,6 km) y Freienbach (a 3,0 km).

## Historia
La primera mención a la isla se hace en el año 741, cuando había un antiguo convento aquí, propuesto por la noble Alamannica Beata, hija de Rachinbert y esposa de Landolt. En el año 744, el convento de monjas, o abadía, fue vendido a la abadía de Einsiedeln. En la Baja Edad Media, Einsiedeln lo vendió a los duques de Rapperswil. Desde el siglo XVI, el Hospital del Espíritu Santo (Heiliggeistspital) se encontraba aquí, y desde 1810 fue un hospital de cuarentena, (llamado Siechenhaus en alemán de suiza). Los restos de la iglesia antigua o abadía (del siglo VIII) se encontraron en 1964. En 1927, Ufenau, Lützelau y el área de Frauenwinkel así como el lago de Zúrich fueron declarados como zona bajo protección. La natación, actividades de ocio, camping y otras similares se permiten. La isla tiene un restaurante y una zona para acampar.

## Geografía
Lützelau se encuentra en el distrito de Höfe en el cantón suizo de Schwyz. Desde los siglos 13 o 14, ha pertenecido a la comunidad de Rapperswil (ahora se llama Ortsbürgergemeinde). La isla mide 33.480 m² (3,3 hectáreas o 0,03 km²) en total, 430 m de este a oeste y 150 m de norte a sur.